# Majdouline Sbaï
Majdouline Sbaï, née le 10 septembre 1977 à Roubaix (Nord), est une sociologue et femme politique française, députée européenne élue en juin 2024 sous l'étiquette des Écologistes.

## Formation et carrière universitaire
Majdouline Sbaï est sociologue, ingénieure de l'environnement et de la santé environnementale, diplômée de sciences politiques à Sciences Po Lille, ainsi que de l'Université Nice-Sophia-Antipolis et de l'IAE Lille dans le domaine de l'entreprise. Elle est ensuite professeure à l'Université de Lille dans le domaine de l'environnement et de la santé environnementale. Elle est également titulaire d’un Master en Économie et Innovation, obtenu en 2017, à l’IAE de Lille. 

## Engagement et carrière politique
Majdouline Sbaï travaille quatre ans, après ses études, sur les politiques d'aménagement de la ville, du territoire et de réduction de la pollution atmosphérique du transport aérien dans les anciennes régions Nord-Pas-de-Calais et Picardie. En 2001, elle commence à animer une Université Populaire et Citoyenne, dont elle est la créatrice, qui soutient les politiques publiques, l'engagement citoyen et participe à l'éducation populaire sur les thématiques écologiques, migratoires, des discriminations, de l'insertion et de l'emploi. Dès 2005, elle s'engage en conjuguant environnement et éducation populaire dans des collectifs citoyens de l'aire de Roubaix-Tourcoing. Militante associative, elle cofonde la SCIC-Bakara, à Roubaix, un bâtiment écologique autoconstruit proposant un restaurant avec des produits biologiques et diverses activités sociales ou environnementales, et participe également au Collectif de l'Union Roubaix-Tourcoing, une association de nombreux acteurs participant à l'aménagement de l'écoquartier de l'Union et portant des projets d'habitats coopératifs et écologiques, d'économie sociale et solidaire ainsi que d'agroécologie en ville. Son engagement l'amène à être animatrice sur la radio associative Pastel FM 99.4 de l'émission Citoyens d'abord trois années durant. 
Elle adhère au parti alors appelé Europe-Écologie Les Verts en 2001 et se présente aux élections municipales sur la liste écologiste à Roubaix, pour lesquelles elle est directrice de campagne en 2008.
Elle est élue conseillère régionale lors des élections régionales françaises de 2010 dans le Nord-Pas-de-Calais, où elle devient vice-présidente du Conseil régional chargée de la Citoyenneté, de la Coopération décentralisée et des Relations internationales, poste qu'elle quitte en 2015.
Elle adhère à Nordcrea, en 2016, association de professionnels et professionnelles pour le renouveau de la filière textile dans le Nord. Elle participe à la création du Tiers-Lieux Fashion Green Hub Roubaix, dont elle deviendra la présidente. En 2017, elle crée le forum national de la mode circulaire, contribuant ainsi à inscrire la mode circulaire comme une priorité des politiques publiques. 
En 2018, elle fait une pause dans sa carrière politique et se consacre à l'écriture d'un essai en faveur de la mode éthique et durable, Une mode éthique est-elle possible ?, suivi en 2019 de Toujours moins cher... Mais à quel prix ? Huit solutions pour une mode éthique. Elle a grandi dans le Nord, un bastion historique de l'industrie textile française, dont elle s'intéresse de longue date à l'histoire et aux enjeux écologiques et socio-économiques. 
En 2024, elle se présente aux élections européennes à la cinquième place de la liste des Écologistes ; au soir des résultats, elle est élue députée européenne.

## Vie privée
Elle est mariée. 